# 12 días que estremecieron Chile
12 días que estremecieron Chile  (anteriormente conocida como 12 días que estremecieron a Chile, y reducida como 12 días) es una miniserie de televisión de antología chilena creada por Marcelo Ferrari y producida por Buen Puerto e Invercine para el canal de televisión Chilevisión.
La primera temporada de la serie se estrenó el 15 de junio de 2011 y finalizó el 14 de septiembre del mismo año. La temporada contó con un variado elenco de actores chilenos como Álvaro Morales, Antonia Zegers, Alejandra Herrera, Berta Lasala, Barbara Ruiz Tagle, Edgardo Bruna y Roberto Poblete entre otros más.
La serie fue renovada para una segunda temporada en 2016, cuyo estreno fue el 5 de julio de 2017 y contará con un total de 12 episodios.

## Sinopsis
La serie está diseñada para contar una historia diferente por episodio, pero todas comparten el hecho de narrar hitos que han sido importantes para Chile en los últimos 50 años desde la perspectiva de las personas. Los episodios van complementados de archivos de los días en que los sucesos ocurrieron en el país.

## Elenco y personajes

### Primera temporada
| Maracanazo del Cóndor - Héctor Morales como Horacio. - César Arredondo como Don Checo. - Luis Dubó como El Mosca. - Alejandra Herrera como Rita. - Javiera Hernández como Silvana. - Roberto Farías como Chino. | Todas íbamos a ser reinas. - Bárbara Ruiz Tagle como Soledad. - Ariel Levy como Juan. - Gabriela Medina como Abuela. - Marcelo Maldonado como Franco. - Aníbal Reyna como Don Rafa. - Maira Bodenhöfer como Paula. - Francisco Gormaz como Matías. | La rebelión de los pingüinos - Alicia Rodríguez como Francisca. - Alfredo Allende como Felipe. - Lorene Prieto como Mariana. - Ariel Mateluna como Martín. - Matías Vega como Pancho. - Julio César Serrano como Zanahoria. - Patricio Achurra como Director. | Tómala, métela y remata - Juan Carlos Bistoto como Antonio Gambetti. - Berta Lasala como Nancy. - Paloma Moreno como Antonella Gambetti. - Andrés Reyes como Manuel. - José Palma como Sergio. |

| ¿Si o no? - Nicolás Saavedra como Ismael. - Jaime McManus como Ricard. - Verónica Soffia como Javiera. - Miguel Ángel Bravo como Hernán. - Mauricio Diocares como Parrita. | Chile al desnudo - Nelson Brodt - Claudio Olate - Monserrat Prats como Nicole. - Claudia Pérez - Alex Zisis | Balas para el General - Cristian Carvajal - Elisa Zulueta - Álvaro Escobar - Juan Pablo Miranda | La muerte al paredón - Rosa Ramírez como Alcaldesa. - Alex Rivera como Sagredo. - Erto Pantoja como Topp Collins. |

| Golpe Militar 11 del 73 - Luis Eduardo Campos como Gaspar. - Marcela Del Valle como Valentina. - Ricardo Fernández como José Antonio. - Patricio Ossa como Mario. - Ángela Prieto como Fernanda. - Alejandro Trejo como Víctor Gutiérrez. | Horror en Quilicura - Edgardo Bruna como Roberto Parada. - Óscar Hernández como Osvaldito. - Margarita Baron como María Maluenda. - Mariana Loyola como Estela Ortiz. - Gabriela Hernández como la esposa de Osvaldito. | Terremoto del 27F Magnitud 8,8 - Teresita Commentz como Sofi. - Paola Giannini como María. - Mauricio Inzunza como Alejandro. - Pablo Krögh como Ernesto. - Violeta Vidaurre como Marta. | Inocencia asesinada - Tomás Herrera como Diego. - Álvaro Morales como Sergio. - Anita Reeves como Berta. - Carolina Varleta como Begoña. - Antonia Zegers como Norma. |

### Segunda temporada
| Caso Joannon - Aline Kuppenheim como Carmen. - Sergio Hernández como Gerardo Joannon. - Camila Roeschmann Schafer como Clara. - María Olga Matte como Mónica. - Rodolfo Pulgar como Rodolfo. - Valentina Carvajal como la joven Ana María. - Juan Bennett como Sergio. | El Robo del Siglo - Ernesto Meléndez como Ariel. - Tiare Pino como Abril. - Katherine Muñoz como Jennifer. - Luz Croxatto como Marta. - Claudio Riveros como Palomino. - Jaime Omeñaca como Horacio | La Renuncia de Bielsa - Luis Dubó Alfaro como Arandela "Cachurero". - Paulo Brunetti como Harold Mayne-Nicholls. - Ximena Rivas como Alicia. - Elvis Fuentes como Sergio Jadue. - Jaime McManus como Jorge. - Pablo Ausensi como Luis. - Jack Arama como Yugovich. - Sebastián Dahm como Ruíz. | Ley Emilia - Natalia Grez como Andrea. - Néstor Cantillana como Joaquín. - Tomás Verdejo como Marcos. - Paulina Eguiluz como Pamela. - María Elena Duvauchelle como la Presidenta del Senado. |

| Bombazo en el Metro - Iván Álvarez de Araya como Sergio Villanueva - Carlos Morales como Benjamin - Aldo Bernales como Fiscal. | El asesinato de Jaime Guzmán. - Cristián Carvajal como Jaime Guzmán. - Michael Silva como Rodrigo Rubilar. - Natalia Reddersen como María Paz | Transantiago - Gastón Salgado | Copa América 2015 - Paulo Brunetti como Harold Mayne-Nicholls. - Elvis Fuentes como Sergio Jadue. |

| Informe Valech - Patricio Contreras como Carlos Ortiz. - Juan Cano como Carlos Ortiz (joven). - Alejandro Trejo como Wilson Zapata. - Marcela Medel - Sebastián Layseca | Tragedia en Juan Fernández. - Álvaro Espinoza como Manuel. - Mariana Loyola como Sandra. - Francisco Celhay como Diego. | Gran incendio de Valparaíso - Edgardo Bruna | La muerte de Pinochet - Alejandro Goic - Willy Semler - María Izquierdo |

## Episodios

### Primera temporada (2011)
| N.º en serie | N.º en temp. | Título                                            | Dirigido por    | Escrito por         | Fecha de emisión original |
| --- | ------------ | ------------------------------------------------- | --------------- | ------------------- | ------------------------- |
| 1 | 1            | «Maracanazo del Cóndor»                           | Desconocido     | Desconocido         | 15 de junio de 2011       |
| Ambientada en 1989, cuenta como la gente vio el Maracanazo, incidente sucedido durante la clasificación de la Conmebol para la copa mundial de fútbol de 1990 en Italia, donde Roberto "Cóndor" Rojas simuló estar herido por una bengala. Cuando se supo la verdad la selección de fútbol de Chile quedó inhabilitada de jugar la copa mundial de fútbol de 1994 en Estados Unidos |              |                                                   |                 |                     |                           |
| 2 | 2            | «Todas íbamos a ser reinas»                       | Desconocido     | Desconocido         | 22 de junio de 2011       |
| Ambientada en 1987, cuenta como la gente vio el concurso de belleza Miss Universo de 1987, donde ganó Cecilia Bolocco, la primera y única representante chilena en obtener el título de Miss Universo. |              |                                                   |                 |                     |                           |
| 3 | 3            | «La rebelión de los pingüinos»                    | Martín Arechaga | Desconocido         | 29 de junio de 2011       |
| Ambientada en 2006, cuenta como la gente vio y percibió la revolución pingüina, la cual fue una serie de manifestaciones realizadas por estudiantes secundarios. |              |                                                   |                 |                     |                           |
| 4 | 4            | «Tómala, métela y remata»                         | Martín Arechaga | Francisco Bobadilla | 6 de julio de 2011        |
| Ambientada en 1962, cuenta como la gente vio la copa mundial de fútbol del 62, la cual se desarrolló en Chile. Este mundial quedó en la historia deportiva del país, pues Chile quedó en tercer lugar, la posición más alta que en ese entonces había alcanzado el equipo en un mundial. |              |                                                   |                 |                     |                           |
| 5 | 5            | «¿Si o No?»                                       | Desconocido     | Desconocido         | 13 de julio de 2011       |
| Ambientada en 1988, cuenta como la gente vivió el plebiscito de 1988, en donde los chilenos votaron para que se decidiera si la dictadura militar de Augusto Pinochet seguía o se terminaba. Finalmente la dictadura llegó a su fin y comenzó la transición a la democracia. |              |                                                   |                 |                     |                           |
| 6 | 6            | «Chile al desnudo»                                | Matías Stagnaro | Desconocido         | 20 de julio de 2011       |
| Ambientada en 2002, cuenta como la gente participó en el desnudo masivo en Santiago, donde el fotógrafo estadounidense Spencer Tunick reunió a más de 4.000 personas para que se desnudaran en el Parque Forestal y poder fotografiarlos. Esto marco un hito importante debido a la alta participación y la mentalidad de la sociedad chilena en ese entonces. |              |                                                   |                 |                     |                           |
| 7 | 7            | «Balas para el General»                           | Matías Stagnaro | Yusef Rumie         | 27 de julio de 2011       |
| Ambientada en 1986, narra el plan de un grupo de jóvenes perteneciente al FPMR que intenta atacar a la poderosa caravana militar que resguarda a Augusto Pinochet con el fin de matar al General cuando éste vuelve de su casa de descanso en el Cajón del Maipo. Finalmente el FPMR no logró su objetivo y Pinochet se mantuvo con vida. |              |                                                   |                 |                     |                           |
| 8 | 8            | «La muerte al paredón»                            | Desconocido     | Desconocido         | 3 de agosto de 2011       |
| Ambientada en 1985, cuenta como la gente vivió el fusilamiento de los psicópatas de Viña del Mar. |              |                                                   |                 |                     |                           |
| 9 | 9            | «Golpe Militar 11 del 73»                         | Desconocido     | Desconocido         | 17 de agosto de 2011      |
| Ambientada en 1973. Falta un día para que se sucedan los trágicos episodios del 11 de septiembre de 1973. Gaspar un chico de 12 años, y que asiste a un colegio privado del tipo británico, vive en el barrio alto cerca de la calle Tomás Moro, cerca de la casa del Presidente Allende. El padre de Gaspar, José Antonio, detesta la UP y quiere que los militares ordenen de una vez por todas el caos del país. Fernanda, su esposa y madre de Gaspar es una mujer joven que no está de acuerdo con el fanatismo de su marido e intenta trasmitirle más matices a su hijo. Esta familia es vecina de los Gutiérrez, donde vive Víctor Gutiérrez, su hija adolescente, hippy y bonita Valentina y Mario, amigo de barrio y de pichangas de Gaspar. |              |                                                   |                 |                     |                           |
| 10 | 10           | «Horror en Quilicura»                             | Marcelo Ferrari | Sergio Bravo        | 24 de agosto de 2011      |
| Ambientada en 1985, un año con muchos detenidos, muertos y torturados. Roberto Parada actúa en la obra "Primavera con una esquina rota" junto con los otros actores y Osvaldito. Una vez terminada la obra, Roberto intenta comunicarse con su hijo José Manuel, lo llama a su casa y a la Vicaría pero no lo encuentra. Se ve a José Manuel trabajando hasta tarde en la Vicaría. Él ve casos de detenidos desaparecidos, todos muy crudos. Finalmente se sube a su auto para ir a la casa, pero un Opala sin patente lo sigue. Al día siguiente, los niños y José Manuel van atrasados al colegio, se bajan pero no se dan cuenta de que los sigue el Opala sin patente una vez más. De pronto, salen del vehículo dos tipos que los toman por sorpresa y los meten al auto a la fuerza. Como saldo del confuso incidente quedan dos heridos de gravedad. Al día siguiente la familia, se enteran por la radio, que han encontrado a los cadáveres tirados en la berma. El episodio está dedicado a Estela, Javiera, Juan José, Camilo y Antonio. Meses después de lo ocurrido, se detuvo e inculpó a numerosos oficiales de carabineros por el secuestro y asesinato de José Manuel Parada, Manuel Guerrero y Santiago Mattino. |              |                                                   |                 |                     |                           |
| 11 | 11           | «27 de febrero de 2010 Terremoto de Magnitud 8,8» | Desconocido     | Desconocido         | 31 de agosto de 2011      |
| Ambientada en 2010. La familia de Ernesto y María preparan un evento especial: el cumpleaños de su hijo menor. El dinero escasea y María debe usar todo su ingenio para lograr una fiesta digna. María y Ernesto discuten de manera acalorada. Unos amigos dejan a su cargo a su pequeña hija, mientras ellos viajan a Constitución. Por la noche, el fatal terremoto de febrero de 2010 golpea a todo Chile y pone a las familias, y a todo el vecindario a prueba. Los valores, la solidaridad, el verdadero sentido de la vida, surge en medio del dolor y el horror que las pantallas de televisión muestran a lo largo de todo Chile. |              |                                                   |                 |                     |                           |
| 12 | 12           | «Inocencia asesinada»                             | Desconocido     | Desconocido         | 14 de septiembre de 2011  |
| Ambientada en 1979. La desgarradora historia del secuestro y muerte del pequeño niño Rodrigo Anfruns, es abordada desde la perspectiva de los vecinos del menor. Un niño, Diego, es amigo de Rodrigo y comparte con el los últimos minutos previos al secuestro. A partir de ese momento, la angustia de los vecinos, de los familiares, de todo Chile, obliga a los padres separados de Diego, a replantearse el sentido de la vida, viendo que sus rencillas son pequeñeces y egoísmos sin sentido. El horror de la muerte de Rodrigo, que marco a todo el país, hace en esta familia un cambio profundo. |              |                                                   |                 |                     |                           |

### Segunda temporada (2017)
| N.º en serie | N.º en temp. | Título                                                       | Dirigido por          | Escrito por         | Fecha de emisión original |
| --- | ------------ | ------------------------------------------------------------ | --------------------- | ------------------- | ------------------------- |
| 13 | 1            | «Caso Joannon» «Las Guaguas de Joannon»                      | Marcelo Ferrari       | Ángela Bascuñán     | 5 de julio de 2017        |
| Ambientada en 2014. Carmen, todos los 10 de mayo sufre un profundo dolor dado que es la fecha en que murió su bebé al momento del parto. Las circunstancias de esa muerte fueron complejas; ella era muy joven y su familia conservadora no veía con buenos ojos su embarazo. Carmen cuenta con el apoyo moral y religioso del sacerdote Gerardo Joannon. Todo cambia cuando Carmen se entera de que la madre de una amiga cercana, antes de fallecer, confiesa que la muerte de su guagua estuvo rodeada de engaños. Ella enfrenta a sus padres, médicos de la época y al propio sacerdote Joannon, quienes le habían hecho creer que el bebé había muerto, para darlo en adopción ilegal. Carmen decide contar su historia a los periodistas de Ciper, quienes hace ya meses vienen investigando una terrible trama de adopciones irregulares, ligadas a familias de alta sociedad y al sacerdote Joannon. Luego que el reportaje original saliera a la luz aparecieron nuevos casos de adopciones irregulares, lo que dio paso a la fundación "Nos Buscamos" con el fin de facilitar el reencuentro con las familias de origen. Por su parte, Joannon fue absuelto por la justicia, suspendido de sus funciones y enviado a un proceso de reflexión y oración. Actualmente reside en la diócesis de San Felipe.                                                                    |              |                                                              |                       |                     |                           |
| 14 | 2            | «El Robo del Siglo»                                          | Juan Ignacio Sabatini | Vladimir Rivera     | 12 de julio de 2017       |
| Ambientada en 2014. Sin ser detectados, un grupo de individuos realizan un robo millonario en el Aeropuerto de Santiago, hecho que fue bautizado como "El Robo del Siglo" debido a la gran cantidad de dinero que fue sustraído. Tras perpetrar el asalto el grupo se disuelve y coordinan la entrega del gran botín. Ariel, el más joven de todos, quien sueña con poder hacer feliz a su abuela, ahora se siente grande y quiere disfrutar de las mujeres y las fiestas. Otros, como Horacio, Pedro, y Américo se mueven con más cautela. Pedro aparece muerto, quizás por pugnas internas. Ariel comienza a asustarse y huye de Chile. Luego de varios meses de investigación, toda la banda delictual fue encarcelada. De los 6 mil millones robados, solo se recuperaron 600 millones, con el resto del dinero aún desaparecido. |              |                                                              |                       |                     |                           |
| 15 | 3            | «El día que renunció Marcelo Bielsa» «La renuncia de Bielsa» | Pepa San Martin       | Luis Barrales       | 19 de julio de 2017       |
| Ambientada en 2011. Marcelo Bielsa trabajaba como entrenador de la selección chilena desde el 2007. En noviembre de 2010, Bielsa anunció en una conferencia de prensa de tres horas que, de ganar Jorge Segovia en las elecciones presidenciales de la ANFP, él no seguiría en el cargo. El día 17 de ese mes, Bielsa dirigió la victoria por 2-0 ante Uruguay con motivo del centenario de la selección chilena; el partido estuvo marcado, sin embargo, por la posibilidad de que fuera el último partido del entrenador. Posteriormente, con la imposibilidad de Jorge Segovia para asumir como presidente y la convocatoria de nuevas elecciones, la oportunidad de que Marcelo Bielsa se mantuviera en la selección resurgió. Bielsa, que había anunciado que dejaría el cargo el mismo día que Segovia asumiera, continuó dirigiendo a la selección y anunció su participación en el amistoso contra Estados Unidos el 22 de enero de 2011. Bielsa finalmente se retiró de la selección, debido a diferencias con la nueva directiva de la ANFP encabezada por Sergio Jadue, el 4 de febrero de 2011; rompiendo su contrato, cuya vigencia era hasta el año 2015, luego de una emotiva conferencia de prensa en el Complejo Deportivo Juan Pinto Durán. La estadía de Marcelo Bielsa en Chile duró tres años y medio, donde aportó a la «generación dorada del fútbol chileno». |              |                                                              |                       |                     |                           |
| 16 | 4            | «Ley Emilia»                                                 | Pepa San Martin       | Yusef Rumie         | 26 de julio de 2017       |
| Ambientada en 2013. Una familia trata de seguir con su vida luego que su vehículo fuera chocado por atrás, causando la muerte de su pequeña hija: Emilia. Una lucha nació por la necesidad de justicia, dado que el conductor que provocó el accidente había bebido toda la noche y siguió conduciendo y quien posteriormente no fue encarcelado por el acto cometido. Los padres de Emilia comienzan una difícil lucha por cambiar la ley, buscando una sanción que evitara más muertes. Luego de la aprobación de la Ley en septiembre de 2014, se comenzó a considerar como delito conducir en estado de ebriedad con resultado de lesiones o muerte. |              |                                                              |                       |                     |                           |
| 17 | 5            | «Bombazo en el Metro» «Lobo y ovejas»                        | Por anunciar          | Por anunciar        | 2 de agosto de 2017       |
| Ambientada en 2014. En el Metro Escuela Militar, una bomba estalló y dejó herida a Rosa Aucamán. Todo Chile cree que haya terrorismo, uno de los primeros atentados en el 2.º gobierno de Bachelet. |              |                                                              |                       |                     |                           |
| 18 | 6            | «El asesinato de Jaime Guzmán»                               | Juan Ignacio Sabatini | Francisco Bobadilla | 9 de agosto de 2017       |
| Ambientada en 1991 en plena transición a la democracia. Un estudiante de derecho con ideología comunista y dirigente estudiantil de la Pontificia Universidad Católica de Chile relata su relación con el fundador del partido conservador Unión Demócrata Independiente y profesor de la carrera don Jaime Guzmán Errázuriz, sus discusiones por diferencias ideológicas y como vivió el día de su asesinato momentos después de ser detenido por cómplice. El Frente Patriótico Manuel Rodríguez se adjudicó el atentado a Guzmán. Uno de los autores materiales está cumpliendo pena, mientras que el resto de los implicados están en el extranjero prófugos de la justicia chilena |              |                                                              |                       |                     |                           |
| 19 | 7            | «Transantiago»                                               | Por anunciar          | Por anunciar        | 16 de agosto de 2017      |
| Ambientada en 2007. Sergio Espejo y algunos ministros y técnicos soñaban con el éxito del plan, pero estalló la crisis del Transantiago el 10 de febrero de 2007. En paralelo, la esposa de Danilo, uno de los técnicos contratados por Espejo, estaba embarazada y fue detectada que era niña, lo que complicó la situación. Finalmente, Danilo entendió que el Transantiago era una pesadilla. Actualmente, otro de los problemas detectados iban a condenar al sistema de transportes para siempre: la evasión de pago de pasajes. |              |                                                              |                       |                     |                           |
| 20 | 8            | «Copa América 2015»                                          | Por anunciar          | Por anunciar        | 23 de agosto de 2017      |
| Ambientada en 2015. Chile ha sido campeón de la Copa América, pero hubo una historia de que pocos conocen: el caso de corrupción en la FIFA, en donde Sergio Jadue recibió un soborno a mitad del torneo. Meses después de haber terminado el torneo, la FIFA llamó a Sergio por teléfono para ir a Miami, Florida, siendo entregado posteriormente a la FBI. Sergio Jadue se declaró culpable de aceptar sobornos y está a la espera de su condena por la justicia norteamericana. La FIFA y la ANFP lo inhabilitaron de por vida de ejercer cargos públicos. |              |                                                              |                       |                     |                           |
| 21 | 9            | «Informe Valech»                                             | Por anunciar          | Por anunciar        | 30 de agosto de 2017      |
| Ambientada en 2004. Carlos es un reportero de 55 años que tiene la oportunidad de entrevistar a un exagente de la DINA tras que, en cadena nacional televisiva, el presidente Ricardo Lagos recibió el Informe Valech, documento que redacta todos los testimonios de las personas afectadas por la dictadura vivida en el país. A su vez Carlos recuerda cuando fue detenido y posteriormente torturado por el mismo agente |              |                                                              |                       |                     |                           |
| 22 | 10           | «Incidente Juan Fernández»                                   | Por anunciar          | Por anunciar        | 6 de septiembre de 2017   |
| Ambientada en 2011. El 2 de septiembre el avión CASA C-212 Aviocar de la FACh se estrelló en dirección al Archipiélago Juan Fernández como parte de la ayuda humanitaria a los habitantes del lugar, dentro de la tripulación iba un equipo de Televisión Nacional de Chile incluyendo al animador Felipe Camiroaga. Manuel, un camarógrafo amigo de Felipe con su vida familiar azotada recientemente por una tragedia sufre además las consecuencias del accidente aéreo. Luego de varios meses de investigación solo se encontraron restos del avión. De los 21 tripulantes en total en el CASA C-212 Aviocar ninguno sobrevivió. |              |                                                              |                       |                     |                           |
| 23 | 11           | «La muerte de Pinochet»                                      | Por anunciar          | Por anunciar        | 13 de septiembre de 2017  |
| Ambientada en 2006. Los padres de una pareja de jóvenes, unos pinochetistas y los otros contrarios al exdictador, tienen un mal día para conocerse, pues coincide con la muerte de Pinochet. Hasta el día de hoy la población chilena está muy dividida en cuanto a la opinión política e histórica del país. Mientras que la gente de coalición conservadora apoyó el régimen militar de ese entonces, la gente con ideología izquierdista apelan a la violación de los derechos humanos y otros crímenes. |              |                                                              |                       |                     |                           |
| 24 | 12           | «Gran incendio de Valparaíso»                                | Por anunciar          | Por anunciar        | 20 de septiembre de 2017  |
| Dentro del Cuerpo de Bomberos de Valparaíso, un cadete enfermo de asma y futuro padre, y un teniente con más de 50 años de servicio a punto de retirarse están por combatir uno de los grandes incendios que a azotado a la ciudad puerto de Valparaíso. El siniestro ocurrió en la parte alta de los cerros que junto ubicación geográfica y fuertes vientos ayudó a la rápida propagación del incendio, dificultando la labor de bomberos y afectando a la población humilde que habita en dicho sector El episodio está dedicado a todos los bomberos que arriesgan sus vidas para salvar a otros, y también está dedicado en la memoria de Edgardo Bruna, actor fallecido en marzo de 2017 quien personificó al Teniente Miguel Mejías en el episodio. |              |                                                              |                       |                     |                           |

## Producción
La serie ganó los fondos del Consejo Nacional de Televisión de Chile en 2009 para poder ser llevada a cabo. Las grabaciones comenzaron a mediados de 2010.

## Premios y nominaciones
| 2017 | Copihue de Oro   |                          |                         |          |
| 2017 | Copihue de Oro   | Mejor serie o teleserie  | Mejor serie o teleserie | Nominada |
| 2018 | Premios Caleuche |                          |                         |          |
| 2018 | Premios Caleuche | Mejor actriz protagónica | Aline Kuppenheim        | Nominada |
| 2018 | Premios Caleuche | Mejor actriz protagónica | Paula Zúñiga            | Ganadora |
| 2018 | Premios Caleuche | Mejor actor protagónico  | Cristián Carvajal       | Ganador  |
| 2018 | Premios Caleuche | Mejor actor protagónico  | Patricio Contreras      | Nominado |
| 2018 | Premios Caleuche | Mejor actor protagónico  | Alejandro Trejo         | Nominado |
| 2018 | Premios Caleuche | Mejor actriz de soporte  | Luz Croxatto            | Nominada |
| 2018 | Premios Caleuche | Mejor actriz de soporte  | Catalina Martin         | Nominada |
| 2018 | Premios Caleuche | Mejor actriz de soporte  | Ximena Rivas            | Ganadora |
| 2018 | Premios Caleuche | Mejor actor de soporte   | Nicolás Durán           | Nominado |
| 2018 | Premios Caleuche | Mejor actor de soporte   | Willy Semler            | Nominado |